# 27-ма армія (СРСР)
Два́дцять сьо́ма а́рмія (27 А) — загальновійськова армія у складі Збройних сил СРСР у роки Німецько-радянської війни з 25 травня 1941 по серпень 1946.

## Історія

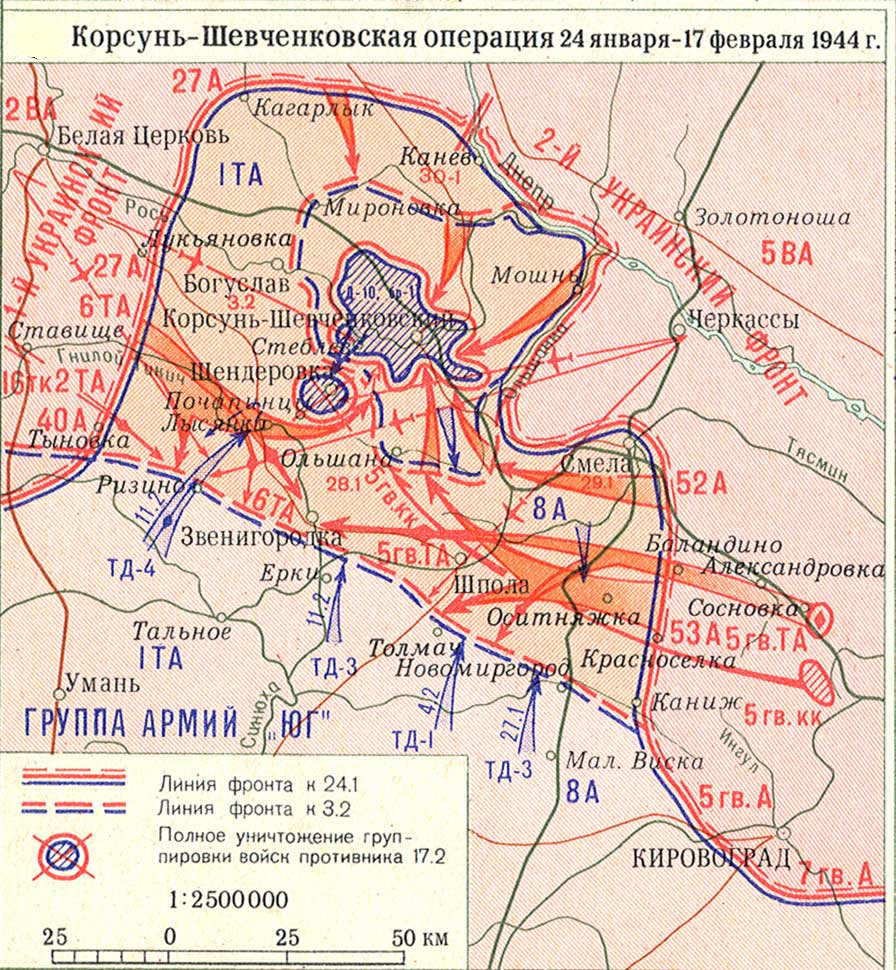
Корсунь-Шевченківська операція

27-ма армія в складі 1-ого Українського фронту була активним учасником  Корсунь-Шевченківської операції.

## Командування
- Командувачі:
  - генерал-майор Берзарін М. Е. (25 травня — грудень 1941);
  - генерал-майор Озеров Ф. П. (травень 1942 — січень 1943);
  - генерал-лейтенант, з вересня 1944 генерал-полковник Трофименко С. Г. (січень 1943 — до кінця війни).